# 1761 en musique classique
| \| • Retour à la chronologie générale de la musique classique • \| |
| Grèce • Rome • Haut Moyen Âge • VIIIe siècle • IXe siècle • Xe siècle • XIe siècle XIIe siècle • XIIIe siècle • XIVe siècle • XVe siècle • XVIe siècle • XVIIe siècle XVIIIe siècle • XIXe siècle • XXe siècle • XXIe siècle |
| • Retour à la chronologie générale de la musique classique • |

| Années en musique classique : 1758 - 1759 - 1760 - 1761 - 1762 - 1763 - 1764    |
| Décennies en musique classique : 1730 - 1740 - 1750 - 1760 - 1770 - 1780 - 1790 |

## Événements
- 3 janvier : Artasersès, opéra de Johann Christian Bach, créé à Turin.
- 14 septembre : On ne s'avise jamais de tout, opéra-comique de Pierre-Alexandre Monsigny, créé à la Foire Saint-Laurent.
- 17 octobre : Don Juan, ou le Festin de pierre, ballet de Christoph Willibald Gluck, créé au Burgtheater de Vienne.
- 26 décembre : Armide, opéra de Tommaso Traetta, créé au Burgtheater de Vienne.
- La musica trionfante, opéra de Vincenzo Manfredini, livret : L. Lazzaroni, créé à Saint-Pétersbourg.
- la Symphonie no 7 en do majeur Hob.7 de Joseph Haydn est composée.
- la Symphonie no 8 en sol majeur Hob.8 de Joseph Haydn est composée.
- Joseph Haydn est nommé vice-maître de chapelle à la cour du prince Paul Anton Esterhazy.

## Naissances

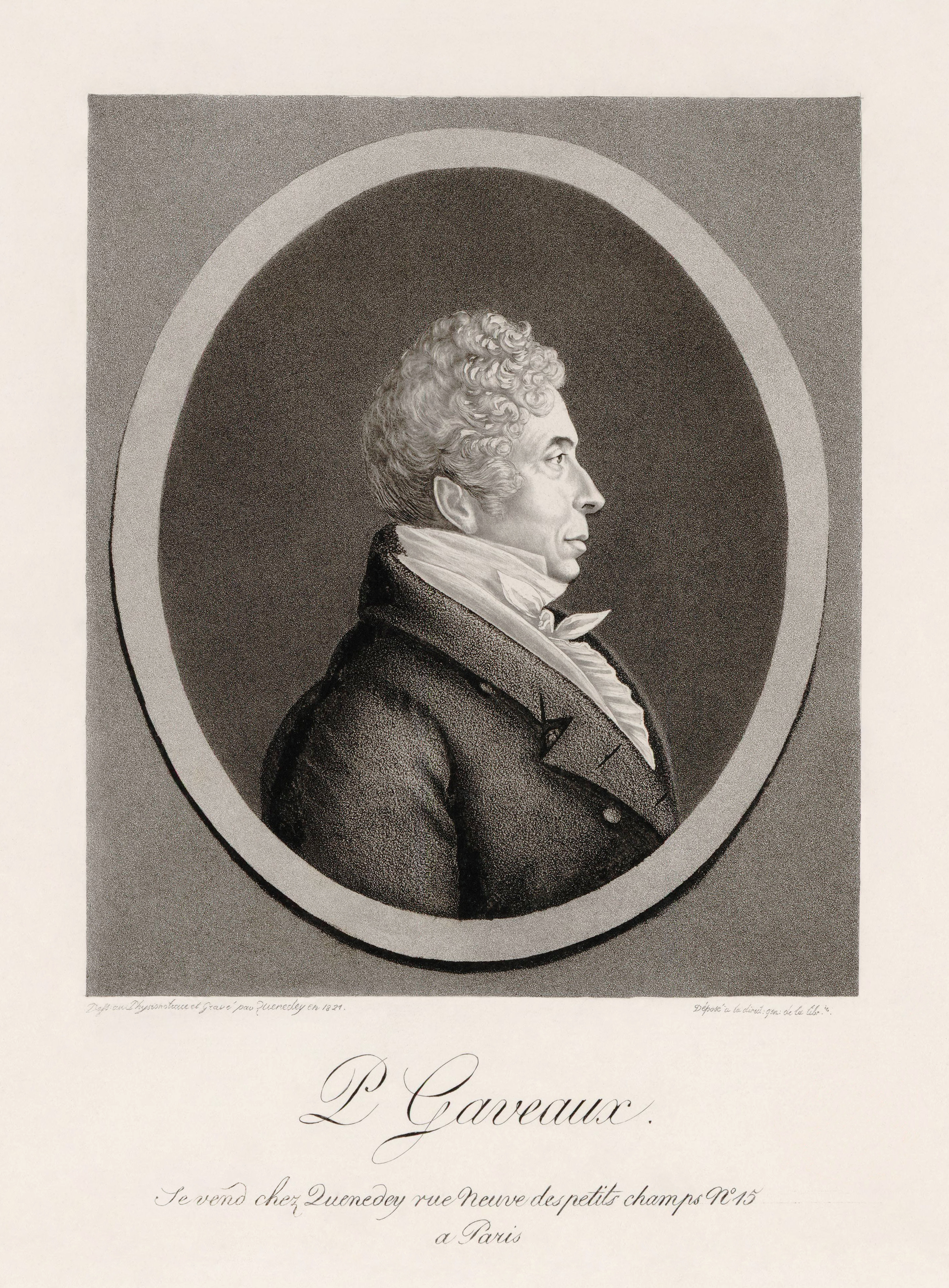
Pierre Gaveaux

- 20 février : Johann Christian Ludwig Abeille, pianiste et compositeur allemand († 2 mars 1838).
- 22 février : Erik Tulindberg, compositeur finlandais († 1er septembre 1814).
- 13 juin : Anton Wranitzky, compositeur et violoniste tchèque († 6 août 1820).
- 9 août : Pierre Gaveaux, ténor et compositeur français († 5 février 1825).
- 17 septembre : Bernard Viguerie, musicien et compositeur français († mars 1819).
- 24 septembre : F. L. Æ. Kunzen, compositeur et chef d'orchestre allemand († 28 janvier 1817).
- 1er novembre : Angelo Anelli, librettiste et écrivain italien († 9 avril 1820).

Date indéterminée
- Antoine Hugot, flûtiste, compositeur et pédagogue français († 18 septembre 1803).
- Rose Renaud, chanteuse d’opéra française.
- Regina Strinasacchi, violoniste et guitariste italienne († 11 juin 1839).
- Vittorio Trento, compositeur italien († 1833).

## Décès

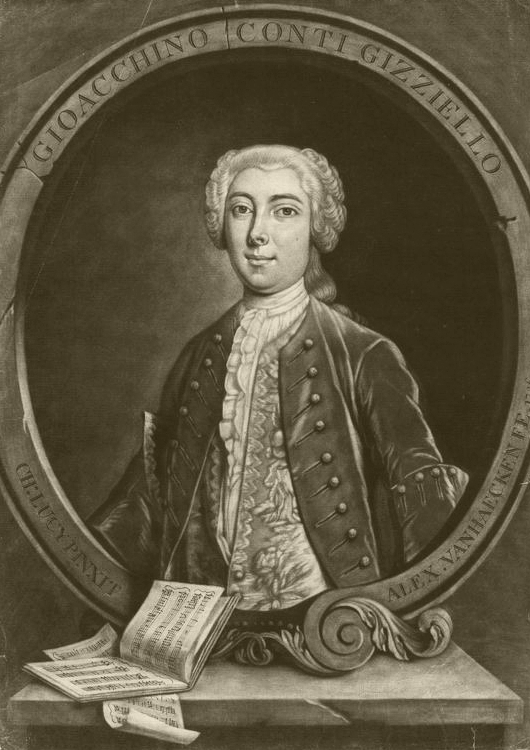
Gioacchino Conti

- 3 janvier : Willem de Fesch, compositeur et violoniste néerlandais (° 26 août 1687).
- 28 janvier : Francesco Feo, compositeur italien (° 1691).
- 3 avril : Christian Ferdinand Abel, violoniste, violoncelliste et gambiste allemand (° juillet 1682).
- 15 février : Carlo Cecere, compositeur et musicien italien (° 7 novembre 1706).
- 9 juillet : Carl Gotthelf Gerlach, organiste, compositeur et violoniste allemand (° 31 décembre 1704).
- 7 octobre : Johann Pfeiffer, violoniste et compositeur allemand (° 1er janvier 1697).
- 25 octobre : Gioacchino Conti, castrat et soprano italien (° 28 février 1714).

Date indéterminée
- François-Étienne Blanchet I, facteur de clavecin français (° 1695).
- Charles-Alexandre Jollage, claveciniste et organiste français.
- Claude Rameau, musicien, frère de Jean-Philippe Rameau (° 1690).